# Gym Class Heroes
Gym Class Heroes is een Amerikaanse band uit Geneva in de staat New York. De band werd in 2007 wereldwijd bekend door het succes van de single Cupid's Chokehold.

## Biografie

### Het begin
De band werd in 1997 opgericht toen zanger Travis McCoy en drummer Matt McGinley vrienden werden en op zoek gingen naar andere bandleden. Het grote succes kwam pas 10 jaar later, toen "Cupid's Chokehold" de top 10 bereikte in de Billboard Hot 100. De single werd later ook uitgebracht in Nederland, en bereikte ook daar de top 10. Op 9 mei 2007 gaven ze hun eerste optreden in Nederland in de club Bitterzoet in Amsterdam. Dit was een showcase die de site Hyves had georganiseerd.
In juli 2007 speelden ze op het DOUR-festival in België.

### The Quilt
In september 2008 kwam het album The Quilt uit, met als leadsingle "Cookie Jar" met The-Dream. De band heeft op het album samengewerkt met hun vriend Patrick Stump, Cool & Dre en The-Dream.

### Zanger Travis gaat solo
In 2010 scoort zanger Travis onder de naam 'Travie McCoy' een hit met het nummer 'Billionaire'.

## Discografie

### Albums
| Album met eventuele hitnotering(en) in de Nederlandse Album Top 100 | Datum van verschijnen | Datum van binnenkomst | Hoogste positie | Aantal weken | Opmerkingen |
| ------------------------------------------------------------------- | --------------------- | --------------------- | --------------- | ------------ | ----------- |
| Hed candy                                                           | 1999                  | -                     |                 |              |             |
| Greasy kid stuff                                                    | 2000                  | -                     |                 |              |             |
| For the kids                                                        | 2001                  | -                     |                 |              |             |
| The papercut chronicles                                             | 2005                  | -                     |                 |              |             |
| As cruel as school children                                         | 2007                  | 21-04-2007            | 68              | 1            |             |
| The quilt                                                           | 2008                  | -                     |                 |              |             |
| The papercut chronicles II                                          | 2011                  | -                     |                 |              |             |

### Singles
| Single met eventuele hitnotering(en) in de Nederlandse Top 40 | Datum van verschijnen | Datum van binnenkomst | Hoogste positie | Aantal weken | Opmerkingen                                                 |
| ------------------------------------------------------------- | --------------------- | --------------------- | --------------- | ------------ | ----------------------------------------------------------- |
| Cupid's Chokehold                                             | 2007                  | 24-03-2007            | 9               | 14           | Nr. 29 in de Single Top 100 / Alarmschijf                   |
| Clothes off!!!                                                | 2007                  | 28-07-2007            | tip6            | -            | Nr. 75 in de Single Top 100                                 |
| Cookie jar                                                    | 2008                  | 13-09-2008            | tip11           | -            | met The-Dream / Nr. 85 in de Single Top 100                 |
| Stereo hearts                                                 | 2011                  | 30-07-2011            | 8               | 17           | met Adam Levine / Nr. 26 in de Single Top 100 / Alarmschijf |
| Ass back home                                                 | 01-11-2011            | -                     |                 |              | met Neon Hitch / Nr. 81 in de Single Top 100                |
| The fighter                                                   | 31-05-2012            | 23-06-2012            | tip6            | -            | met Ryan Tedder                                             |

| Single met hitnotering(en) in de Vlaamse Ultratop 50 | Datum van verschijnen | Datum van binnenkomst | Hoogste positie | Aantal weken | Opmerkingen     |
| ---------------------------------------------------- | --------------------- | --------------------- | --------------- | ------------ | --------------- |
| Cupid's chokehold                                    | 2007                  | 14-04-2007            | tip7            | -            |                 |
| Stereo hearts                                        | 2011                  | 01-10-2011            | tip4            | -            | met Adam Levine |
| Ass back home                                        | 2011                  | 04-02-2012            | tip59           | -            | met Neon Hitch  |